# Fína Maternová-Ržiwnatzová
Fína Maternová-Řivnáčová (24. května 1887 Praha – 1968) byla česká malířka a uměleckoprůmyslová výtvarnice.

## Životopis
Narodila se v rodině Ignáce Řivnáče (1863-1927), pražského kožešníka. Její manžel byl Viktor Materna, syn výrobce barev a laků, Františka Josefa Materny. Vzali se v roce 1912, bydleli ve vile v Bubenči a měli spolu dvě děti: Zdenku a Jiřího.
Studovala na Umělecké průmyslové škole profesora Beneše a 6 let na soukromé škole Ferdinanda Engelmüllera. Malovala květinová zátiší, krajiny a částečně portréty, lepty. Byla činná v uměleckém průmyslu, v pražském uměleckém sdružení Artěl. Tvořila tepané šperky a umělecké výšivky. Vystavovala mj. v Jednotě výtvarných umělců.
V Praze XIX Bubeneč bydlela na adrese Na Zátorce 17.
Zemřela roku 1968. Pohřbena byla v rodinné hrobce na Olšanských hřbitovech.

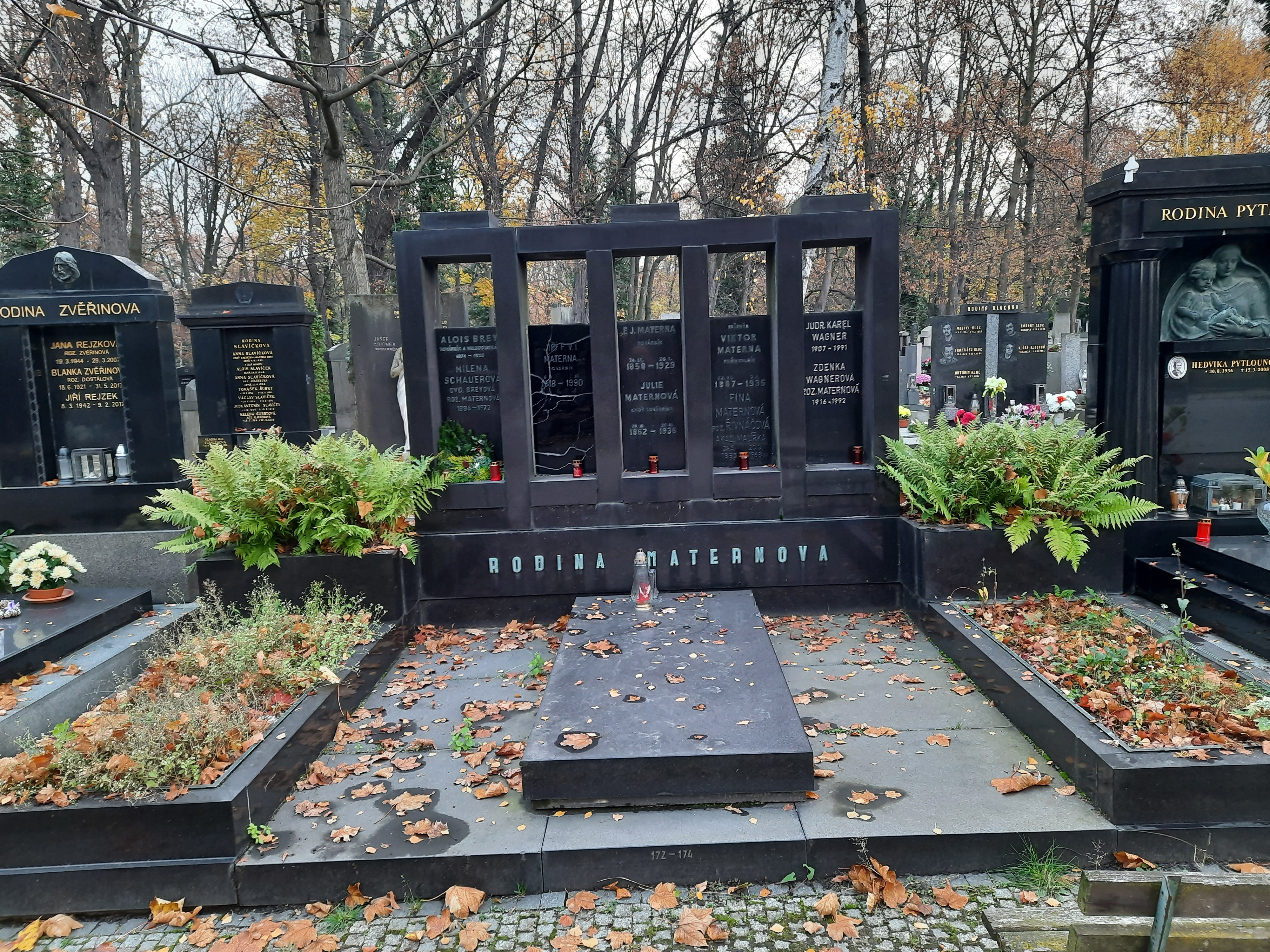
Hrobka rodiny F. J. Materny na Olšanských hřbitovech

## Dílo

### Šperky
- Ručně tepané skvosty – 1916

### Obrazy
1. Letní kytice: olej, plátno, 92 cm × 73 cm, signováno vpravo dole, 1943
2. První sníh ve Varnsdorfu: tužka, tuš lavírovaná, uhel, karton, 32,9 cm × 49,9 cm, PD Fina Maternová 1953, LD Varnsdorf
3. Sv. Jan – česká krajina: olej

### Výstavy
- Česká grafika II., Topičův salon (1906–1911) – Praha: 1908-12-13–1909-01-06
- Výstava Artělu, Uměleckoprůmyslové museum – Praha: 1918-12
- III. Zlínský salon, Studijní ústav – Zlín: 1938-04-24–1938-08-31
- Národ svým výtvarným umělcům – Praha: 1942-01-20–1942-02-28
- Umělci národu 1943 – Praha: 1943-01-23–1943-02-28
- Český národ Rudé armádě – 1946-02
- Pintores tchecoslovacos, Ministério da Educação e Saúde – Rio de Janeiro: 1947-06
- Květina osvěžením pracující ženy: Výstava obrazů a užitého umění českých a moravských výtvarných umělkyň, muzeum – Uherské Hradiště: 1949
- Květina osvěžením pracující ženy: Výstava obrazů a užitého umění českých a moravských výtvarných umělkyň, Dům umění – Olomouc: 1949
- Výtvarní umělci k II. všeodborovému sjezdu, Dům výtvarného umění – Praha: 1949-12-03–1950-01-08
- České a slovenské výtvarné umělkyně, Galerie Československý spisovatel – Praha: 1950-03-28–1950-04-10